# 捉迷藏
捉迷藏（各種別稱見「稱呼」段），是小孩之間非常流行的尋人遊戲，最好的進行地點是有許多遮蔽點的地方。（如牆壁後面、草堆裏面、大樹的後面）

## 稱呼
別稱躲貓貓、兵捉賊、四川作逮猫儿，闽南語稱作覕相揣(bih-sio-tshē)，粵語又叫捉匿人（匿誤讀為ji1，人變調為jan1）、伏匿匿（伏念作buk6，匿念作nei1）。
2018年成都華西都市報一篇專欄散文寫道：「北方人叫捉迷藏，南方人叫躲猫猫，只有四川人叫逮猫儿。从语感上来说，还是四川人这个“逮猫儿”的叫法最生动，包含的游戏品种也最丰富(……)，不管是捉迷藏还是躲猫猫，字面理解总有寻找躲藏者的意思，但四川人的叫法就不同了，强调的是一个逮字，不光动感十足，而且也不一定非要躲起来才能耍。」

## 玩法

### 正常規則
- 必須由一個人當捉人者（捉人者通常稱為「兵」、「鬼」）
- 其他人則當匿藏者
- 捉到人便當勝利

### 另一類規則
- 被「鬼」捉到的人，並不是與「鬼」交換身份，而是作為另一隻「鬼」，將餘下的人全部捉住才算完。

### 尋人玩法
開始的時候，所有人會聚集在一個中心點。其中一個人會當捉人者，其他人要在指定時間內找到藏身之處，時間到了，捉人者便會四處找出其他參加者。遊戲的最終目標便是要躲過捉人者。
當其他人在找尋遮蔽點時，捉人者需要保證他不會看見這個過程。通常他會被蒙著雙眼，或背對其他參加者，然後倒數（時間由玩家決定，大概由10秒至1分鐘左右）
。倒數結束後，捉人者會通知其他參加者（如「我來了！」，「開始！」......），遊戲便開始。在捉人者找尋的過程中，參加者可乘他不注意時轉換位置，躲得最久的，便算是贏家。

### 觸摸玩法
玩法是先在有限空地上劃定一圈，「鬼」将自己的眼睛蒙住，然后在圈內觸摸其他玩家，捉到另一人便勝利，然後交換身份。

### 水鬼上岸 (大白鯊)
玩法是一人當「水鬼」（地面當作水中），而其他人則在岸上（通常為比地面高的地方，如凳子、樓梯），其他人必須經常跳下水引水鬼，被水鬼捉住便要交換身份。

## 參照
- 《全員逃走中》
- 《全員加速中》
- 《Running Man》
- 《迷》
- 《牛气满满的哥哥》